# 자연 살해 세포

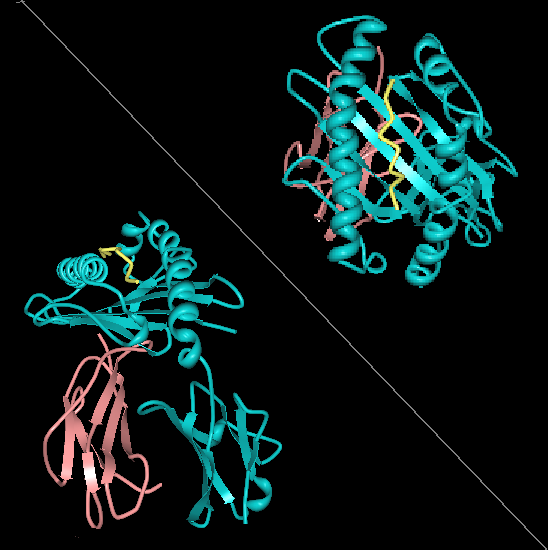
자연 살해 세포 수용체와 결합한 항원

자연 살해 세포(영어: natural killer cell, NK cell, large granular lymphocyte, LGL)는 선천 면역을 담당하는 중요한 세포이다. 세포독성 T세포의 역할과 유사하다. 자연 살해 세포는 감염 후 약 3일 후에 작용하여, 바이러스에 감염된 세포에 대한 빠른 반응을 제공하고, 종양 형성에 반응한다. 일반적으로, 면역 세포는 감염된 세포 표면에 있는 주조직 적합성 복합체(MHC) 분자를 검출하고, 사이토카인 방출을 유발하여 감염된 세포의 용해나 세포자멸사를 유도한다.

## 자연 살해 세포 명칭 유래
자연 살해 세포는 항체 및 주요 조직 적합 유전자 복합체(MHC)가 없을 때, 스트레스를 받은 세포를 인식하여 세포를 사멸시키는 유일한 능력을 가지고 있기 때문에 자연 살해 세포라는 이름으로 불리게 되었다. T세포 등 다른 세포는 마크가 없는 세포를 죽이지 못한다.

## 자연 살해 세포 기능
자연 살해 세포는 일반 림프구 전구체와 구별되는 세 가지 종류(B세포, T세포, 자연 살해 세포)의 세포 중 하나이다. 사람 몸에는 총 약 1억 개의 자연 살해 세포가 있으며 간이나 골수, 림프절, 비장, 편도선 및 흉선에서 성숙하여 순환계로 들어가는 것으로 알려져 있다. 바이러스 감염세포나 종양 세포를 공격하는 것으로 알려져 있다. 그 방법은, 먼저 비정상세포를 인지하면 퍼포린을 세포막에 뿌려 세포막을 녹임으로써 세포막에 구멍을 내고, 그랜자임을 세포막 내에 뿌려서 세포질을 해체함으로써 세포자살을 유도하거나, 세포 내부에 물과 염분을 주입해서 괴사를 일으킨다.
자연 살해 세포는 또한 적응 면역 반응 역할을 수행한다. 수 많은 실험에서 즉각적인 환경에 적응하는 능력을 가지고 있는 것이 확인되었고, 동일한 항원으로 2차 감염에 반응하기 위해 기본 항원 특이 면역 기억을 구성할 수 있는 능력을 가지고 있다. 선천 면역과 후천 면역 두 가지 역할을 진행하는 자연 살해 세포를 사용하는 연구가 점점 중요해 지고 있다.
전체적으로 자연 살해 T세포와 매우 흡사하여 자연 살해 세포와 자연 살해 T세포는 둘 다 자연 살해 세포 수용체를 가지고 있고, 다른 T세포보다 크기가 큰 공통점이 있다. 하지만 자연 살해 T세포는 흉선, 자연 살해 세포는 간이나 골수에서 성숙하며 자연 살해 T세포는 T세포의 일종으로 rearranged T cell receptors(TCR), 즉 T세포 수용체를 표현하나 자연 살해 세포는 rearranged T cell receptors(TCR)가 부족하다. 또한 자연 살해 T세포는 자연 살해 세포보다는 크기가 작고 (자연 살해 세포는 대림프구로 분류되며 림프구 중에서 크기가 가장 크다), 적을 인식하면 직접적으로 공격할 수도 있으나 사이토카인을 분비하여 세포독성 T세포, B세포를 활성화시켜 간접적으로 공격할 수 있다.
" 자연 살해 세포 활성도의 정상구간은 143.0 pg/mL이다. 체내 자연 살해 세포의 활성도는 20세에 최고에 달하고, 이후 점차 떨어져 60세에는 2분의 1, 80세에는 3분의 1로 줄어든다."

## 같이 보기
- 코르티솔
- 항체
- 림프계